# Степне (Кривий Ріг)
Степне́ — колишнє селище в Україні, підпорядковувалося Криворізькій міській раді Дніпропетровської області. Рішенням Дніпропетровської обласної ради № 579-19/V від 10 червня 2009 року «Про зміни в адміністративно-територіальному устрої Дніпропетровської області» селище виключене з облікових даних.

## Населення
За переписом населення України 2001 року в селищі мешкали 603 особи.

### Мова
Розподіл населення за рідною мовою за даними перепису 2001 року:
| Мова            | Відсоток |
| --------------- | -------- |
| українська      | 94,5 %   |
| російська       | 4,6 %    |
| інші/не вказали | 0,9 %    |